# Offenes Datenportal der EU
Das Offene Datenportal der EU bietet zentralen Zugang zu Daten von Institutionen, Agenturen und sonstigen Einrichtungen der EU. Das Portal ist ein Kernbestandteil der EU-Strategie für offene Daten. Durch den freien und einfachen Zugang können die Daten innovativ genutzt werden und ein größeres wirtschaftliches Potenzial entfalten. Ziel des Portals ist auch, die Transparenz der Organe und Einrichtungen der EU zu erhöhen und sie damit nachvollziehbarer zu machen.

## Rechtsgrundlage und Start
Das Portal wurde durch den Kommissionsbeschluss vom 12. Dezember 2011 (2011/833/EU) über die Weiterverwendung von Kommissionsdokumenten offiziell eingerichtet, um die Zugänglichkeit und Weiterverwendung zu fördern, und im Dezember 2012 im Betamodus eröffnet.
Während die technische Verwaltung des Portals in die Zuständigkeit des Amts für Veröffentlichungen der Europäischen Union fällt, ist die Generaldirektion Kommunikationsnetze, Inhalte und Technologien der Europäischen Kommission  für die Umsetzung der EU-Politik der offenen Daten verantwortlich.

## Funktionen
Anhand eines Katalogs gemeinsamer Metadaten können die Daten ausfindig gemacht, durchsucht, verlinkt, heruntergeladen und für kommerzielle oder nicht kommerzielle Zwecke weiterverwendet werden. Dieser Katalog ermöglicht den Zugriff auf Daten, die auf den Internetseiten der Institutionen, Agenturen und sonstigen Einrichtungen der EU gespeichert sind. Semantische Technologien bieten neue Funktionen. Der Metadatenkatalog lässt sich mittels einer interaktiven Suchmaschine (Registerkarte „Daten“) und mittels SPARQL-Suche (Registerkarte „Verknüpfte Daten“) durchsuchen. Ferner bietet das Portal Zugang zu Visualisierungsanwendungen verschiedener Institutionen, Agenturen und sonstiger Einrichtungen der EU.
Die Nutzer können Datensätze vorschlagen, die mit dem Portal verlinkt werden sollen, die Qualität der verfügbaren Daten kommentieren und sich mit anderen Nutzern über die Nutzung des Portals austauschen.

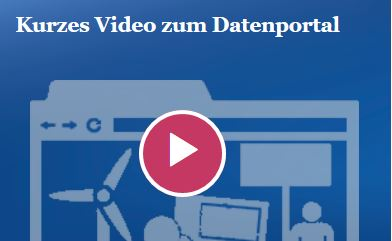
Das offene Datenportal der EU in 60 Sekunden

Der Zugang selbst ist in 24 EU-Amtssprachen möglich, wohingegen die meisten Metadaten bisher nur auf Deutsch, Englisch und Französisch vorliegen. Einige Metadaten (z. B. Namen der Datenlieferanten, geografische Abdeckung) sind dank der Übersetzung vom Portal verwendeter kontrollierter Wörterlisten in 24 Sprachen verfügbar.

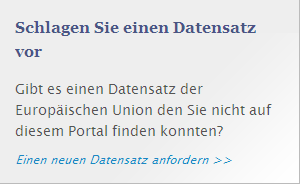
Nutzer können Datensätze zur Aufnahme ins Portal vorschlagen.

## Nutzungsbedingungen
Die meisten der über das offene Datenportal der EU zugänglichen Daten fallen unter den rechtlichen Hinweis zu „Europa“ und können für kommerzielle und nicht kommerzielle Zwecke unter Angabe der Quelle kostenlos weiterverwendet werden. Für einen Teil der Daten gelten besondere Bedingungen für die Weiterverwendung, die sich hauptsächlich im Schutz der geistigen Eigentumsrechte Dritter unterscheiden.

## Verfügbare Daten

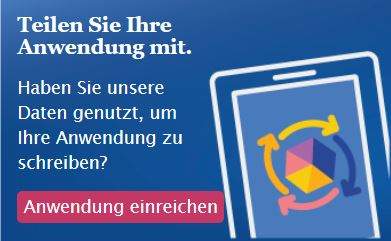
Apps, die mithilfe der offenen Daten der EU erstellt wurden, können auf dem offenen Datenportal geteilt werden, um ihren Bekanntheitsgrad zu erhöhen.

Das Portal enthält hochwertige offene Daten unterschiedlichster Art aus allen EU-Politikbereichen (Wirtschaft, Beschäftigung, Wissenschaft, Umwelt, Bildung usw.) Dies wurde kürzlich in der G8-Charta zum Thema offene Daten festgestellt.
Bislang haben rund 70 Institutionen, Einrichtungen und Dienststellen (z. B. Eurostat, die Europäische Umweltagentur, die Gemeinsame Forschungsstelle sowie andere Generaldirektionen der Europäischen Kommission und EU-Agenturen) insgesamt über eine Million Datensätze bereitgestellt.
Neben dem Zugriff auf Datensätze bietet das Portal einfachen Zugang zu einer Reihe von Visualisierungsanwendungen, die auf EU-Daten aufbauen. Diese Anwendungen dienen der Information und liefern Beispiele dafür, welche Art von Anwendungen unter Verwendung der Daten erstellt werden können.

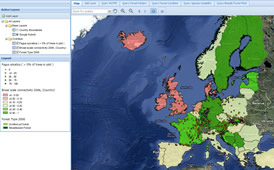
Die EFDAC-Kartenansicht ist eine maßgeschneiderte Anwendung, mit der die Nutzer von der Gemeinsamen Forschungsstelle produzierte EFDAC-Landkarten und Geodatensätze einsehen, durchblättern und durchsuchen können.

## Aufbau des Portals
Das Portal baut auf quelloffenen Lösungen wie dem Inhaltsverwaltungssystem (CMS) Drupal und CKAN auf, der von der Open Knowledge Foundation entwickelten Datenkatalogsoftware. Es verwendet Virtuoso als Resource Description Framework und hat einen SPARQL-Endpunkt.
Sein Metadatenkatalog beruht auf internationalen Standards wie dem Dublin Core, dem Datenkatalogvokabular DCAT und dem ADMS.